# Cryptoblepharus eximius
Cryptoblepharus eximius är en ödleart som beskrevs av  Girard 1857. Cryptoblepharus eximius ingår i släktet Cryptoblepharus och familjen skinkar. Inga underarter finns listade i Catalogue of Life.